# 星野龍史
星野 龍史（ほしの りゅうし、1967年11月27日 - 2001年10月14日）は、日本の登山家。

## 概要
1967年11月27日、群馬県勢多郡黒保根村に生まれる。群馬ミヤマ山岳会に所属、数多くの海外遠征に参加し、8000m峰5座に登頂した。
幼少より絵画が得意で｢電気を安全に使いましょうポスター群馬児童作品展｣｢読書鑑賞画展｣などに入賞した。1982年群馬県立桐生工業高等学校入学、山岳部に所属。1986年北関東造形美術専門学校入学後、群馬県ミヤマ山岳会入会。在学中に群馬県勤労者美術展に2年連続入選を果たす。
1990年より、キリマンジャロ、カンチェンジュンガ、サガルマータ西壁、チョー・オユー、サガルマータ南西壁、ウルタルⅡ峰、ガッシャーブルムI峰、ガッシャーブルムII峰、シシャパンマと、海外登山に参加、この間に山のスケッチを続ける。
2001年10月、群馬ミヤマ山岳会ダウラギリI峰登山隊として、北東稜から名塚秀二、東稜から星野龍史、品川幸彦、福本誠志の3名がアタック。北東稜の名塚秀二は10月11日に登頂したが、東稜からアタックしていた3名は10月14日から消息が途絶え、行方不明となる。10月24日に群馬ミヤマ山岳会代表宮崎勉らが現地入りし、ヘリコプターによる捜索を行ったが、3人の生存は絶望的として捜索は打ち切られた。遭難の原因は雪崩か滑落とみられている。星野龍史は3月に結婚したばかりで、山行中に発覚した妻の妊娠を知らされていなかった。ダウラギリ山麓のジョムソンに3名の追悼のために慰霊碑が建てられている。
スポニチ登山学校講師。

## 経歴
- 1967年11月27日 - 群馬県勢多郡黒保根村に生まれる。
- 1986年3月 - 群馬県立桐生工業高等学校卒業。
- 1986年4月 - 北関東造形美術専門学校入学。
- 1986年 - 群馬ミヤマ山岳会入会。
- 1986年 - 作品｢19才の想い｣が群馬県勤労者美術展に入選。
- 1987年 - 作品｢精神革命｣で群馬県勤労者美術展に連続入選。
- 1988年3月 - 北関東造形美術専門学校卒業。
- 1993年10月8日 - チョ・オユー(8501m/チベット)登頂。(群馬県山岳連盟隊:八木原圀明、宮崎勉、名塚秀二、田辺治、江塚進介、佐藤光由、星野龍史、後藤文明、尾形好雄)[1]
- 1993年12月22日 - エベレスト[南西壁](8848m/ネパール)登頂。冬季南西壁世界初(群馬県冬期サガルマータ南西壁登山隊1993-1994:田辺治、名塚秀二、江塚進介、星野龍史、後藤文明.尾形好雄)[2][3]。日本人最年少記録更新(24歳)。この功績により登山隊には朝日スポーツ賞が贈られた。
- 1996年7月31日 - ウルタルII峰（7388m/パキスタン）登頂。（カトマンズ・クラブ隊1996:高橋堅、安藤昌之、斎藤渉、堤 信夫、星野龍史）[4]
- 1997年7月7日 - ガッシャーブルムI峰(8068m/パキスタン)登頂。(群馬県カラコルム登山隊1997:名塚秀二、江塚進介、星野龍史、品川幸彦、宮崎勉)[5][6]
- 1997年7月14日 - ガッシャーブルムII峰(8035m/パキスタン)登頂。(群馬県カラコルム登山隊1997:後藤文明、尾形好雄、綿貫剛、田島崇行、名塚秀二、宮崎勉、馬場保男、岩崎栄、江塚進介、星野龍史、品川幸彦)[7]
- 1999年10月29日 - シシャパンマ(8027m/チベット)登頂。(群馬県冬季マナスル登山隊2000:星野龍史、名塚秀二、後藤文明、剣持典之、福本誠志)
- 2001年10月14日 - ダウラギリI峰[東壁](8、167m/ネパール)登山中、星野龍史、品川幸彦、福本誠志の3名が行方不明となる。

## 関連書籍
- 桐生工業高校山岳部OB星野龍氏作品集を出版する会編『星野龍史作品集エチュード聖地巡礼』(2004/6、星野なみ子･恵子)